# Xu Xiangqian
Xu Xiangqian (Chinees: 徐向前, Hanyu pinyin: Xú Xiàngqián, Wade: Hsu Hsiang-chen), (8 november 1901 - 21 september 1990) was een Chinese militaire en politieke leider. Hij was een van de 'Tien Maarschalken' van China, bekleedde hoge functies in de Communistische Partij, en was van 1978 tot 1981 minister van defensie.

## Biografie
Xu was de zoon van een rijke landeigenaar. Hij schreef zich tegen de wens van zijn ouders als een van de eerste studenten in bij de Militaire Academie van Whampoa, en trad in 1924 toe tot het Nationaal Revolutionair Leger van Chiang Kai-shek. 
Toen de nationalistische politieke partij Kwomintang in 1927 de strijd aanbond met de communisten, verliet Xu het Nationaal Revolutionair Leger. Hij sloot zich in Sichuan aan bij de communistische troepen onder het politieke gezag van Zhang Guotao, een rivaal van Mao Zedong. Xu leidde een divisie van het Rode Leger tijdens de Lange Mars, een strategische verplaatsing van circa 100.000 Chinese communisten om te ontkomen aan de troepen van de Nationalistische Partij.Zijn politieke voorman Zhang Guotao werd in het begin van de jaren dertig gezuiverd, waarop Xu zich aansloot bij het Rode Leger onder leiding van Mao; daar kreeg hij in eerste instantie een minder hoge functie.
Tijdens de Tweede Chinees-Japanse Oorlog (1937-1945) diende Xu in verschillende militaire eenheden in door de communisten gecontroleerde gebieden in Noord-China, en gaf hij leiding aan de bouw van verschillende militaire bases. Hij was betrokken bij guerrilla-acties tegen de Japanse bezetters. Toen de Chinese burgeroorlog in 1947 werd hervat, was Xu actief in Noord-China. Troepen onder zijn bevel waren verantwoordelijk voor de inname van de zwaar versterkte stad Taiyuan in 1949, vlak voor het einde van de oorlog.
Na de oprichting van de Volksrepubliek China in 1949 werd Xu benoemd als een van China's "Tien Maarschalken". Hij bekleedde belangrijke posten in de Communistische Partij, het leger en de regering tot hij in 1967 werd beschuldigd van oppositie tegen Lin Biao, en sabotage van de radicaal-linkse Culturele Revolutie. Hij wist de situatie te overleven en werd in 1969 herkozen in het Centraal Comité van de partij.  
Hij was een belangrijk medestander van Deng Xiaoping en ondersteunde diens terugkeer in de politieke macht in 1976. In maart 1978 werd hij benoemd tot minister van Defensie, een functie die hij bekleedde tot 1981. Hij was een van de eerste militaire leiders die pleitte voor het gebruik van buitenlandse militaire technologie. In 1985 werden Xu en een aantal andere ouder wordende leiders gedwongen om met pensioen te gaan. Xu was op dat moment lid  van het Politburo en het Centraal Comité, en was vice-voorzitter van de Centrale Militaire Commissie.
- Bibliothèque nationale de France: cb15589325q (data)
- International Standard Name Identifier: 0000 0000 8247 711X
- Library of Congress Control Number: n78044652
- Nationale bibliotheek van Australië: 36730764
- Système universitaire de documentation: 140364811
- Virtual International Authority File: 62802387
- WorldCat: E39PBJvHfPTjrqPbg9XFkhJdQq